# Mühldorfer Hart
Mühldorfer Hart är ett kommunfritt område och ort i Landkreis Mühldorf am Inn i Regierungsbezirk Oberbayern i förbundslandet Bayern i Tyskland.